# Касымов, Курбанмухаммед Гаджарович
Курбанмухаммед Гаджарович Касымов (также: Курбанмухамед, Гурбанмухамед, Гурбанмухаммет; туркм. Gurbanmuhammet Kasymow) — туркменский юрист, государственный деятель и дипломат.

## Биография
Родился 30 июля 1954 года в с. Геокча Ашхабадского района Ашхабадской области.
Образование высшее. В 1976 г. окончил Туркменский государственный университет им. Горького, по специальности — юрист.
Трудовую деятельность начал в 1976 году юристом треста «Туркменкоопстрой» Туркменпотребсоюэа, стажером-помощником, заместителем прокурора Ашхабадской транспортной прокуратуры. Далее работал заместителем, 1-й заместителем прокурора г. Ашхабада, заместителем прокурора Туркменской ССР, районным начальником отдела кадров, заместителем председателя Правовой комиссии ЦК КПТ. С 1990 года занимал должность прокурора г. Ашхабада, с 1991 года — прокурора Туркменской ССР.
- 07.01.1993 — 02.04.1993 — Заместитель председателя Кабинета министров Туркменистана.
- 02.04.1993 — 17.09.1998 — министр внутренних дел Туркменистана.
- 17.09.1998 — 24.05.1999 — министр обороны Туркменистана.
- 24.05.1999 — 30.10.2001 — министр юстиции Туркменистана.
- 30.10.2001 — 20.03.2008 — Чрезвычайный и Полномочный Посол Туркменистана в Китае.
- 20.03.2008 — 29.05.2009 — Чрезвычайный и Полномочный Посол Туркменистана в Казахстане.
- 29.05.2009 — уволен по состоянию здоровья.

Скончался 2 сентября 2021 года.

## Варианты транскрипции имени и фамилии
- Имя: Курбанмухамед, Гурбанмухамед, Гурбанмухаммет

## Награды
- Орден «Алтын Асыр» III степени (2009 год)[2]